# Irrland
Irrland is een attractiepark en dierentuin in Twisteden, Duitsland. Het park opende de deuren in 1999. In 2010 werd het naastgelegen Plantaria overgenomen, waardoor de oppervlakte verdubbelde. Het park telt ongeveer 1 miljoen bezoekers per jaar. 
Het park richt zich vooral op families met jonge kinderen. Het is ingedeeld in drie delen: Irrland-West, Irrland-Noord en Irrland-Zuid. De meeste attracties zijn te vinden in Irrland-West. Hier is ook veel aandacht voor dieren zoals wallaby's, papegaaien en wasbeertjes. Er bevindt zich ook een kinderboerderij. In Irrland-West is ook een grote landingsbaan waar vliegtuigen staan opgesteld, die omgebouwd zijn tot speeltoestellen. 
In Irrland-Zuid staan modellen van historische gebouwen zoals het Colosseum en het Pantheon. Er bevindt zich ook een bamboelabyrint.
In Irrland-Noord ligt een grote schuur met onder meer een maïszwembad. 

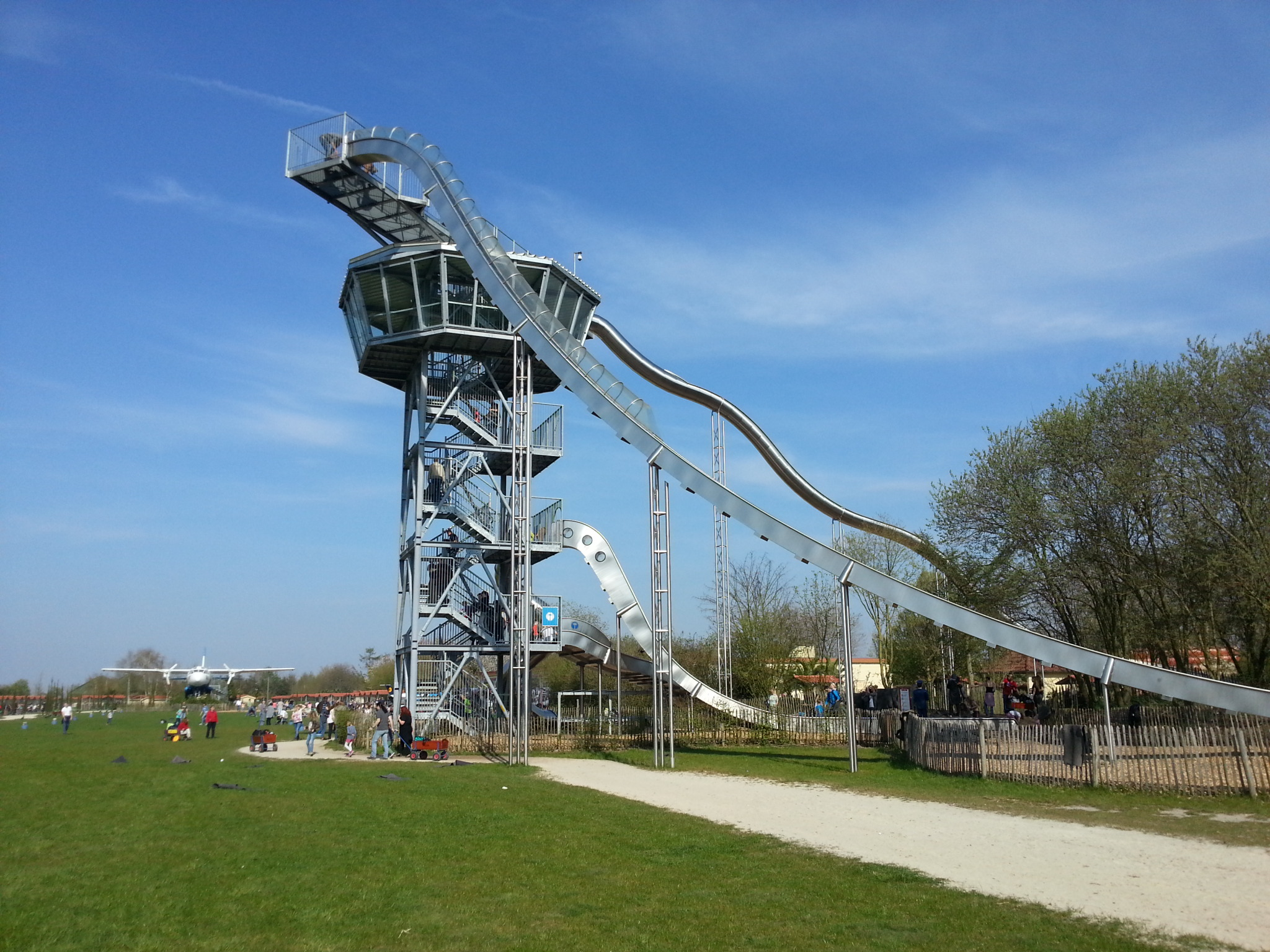
Vliegtuigtoren met 18 meter hoge glijbaan
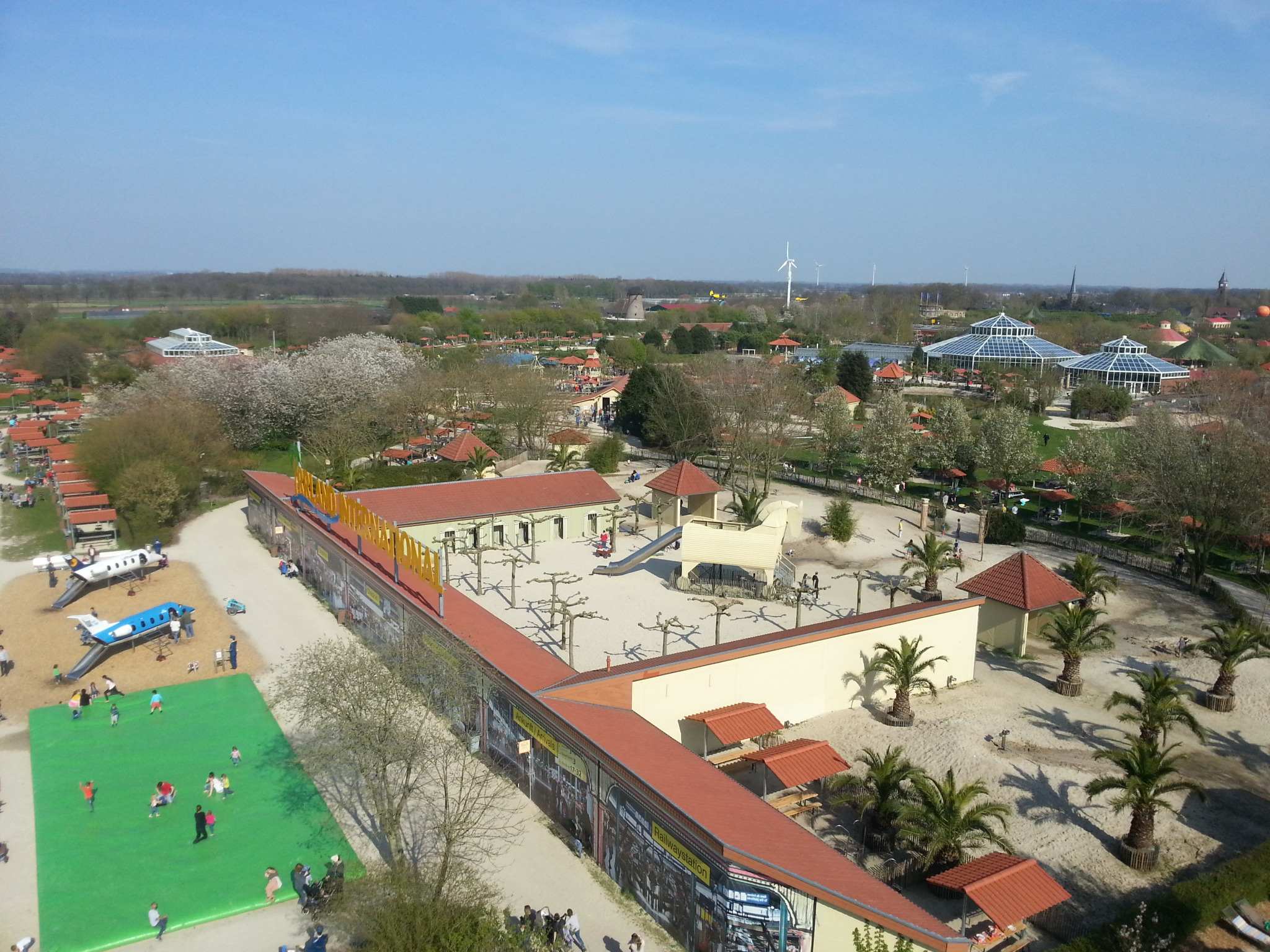
Uitzicht vanop toren
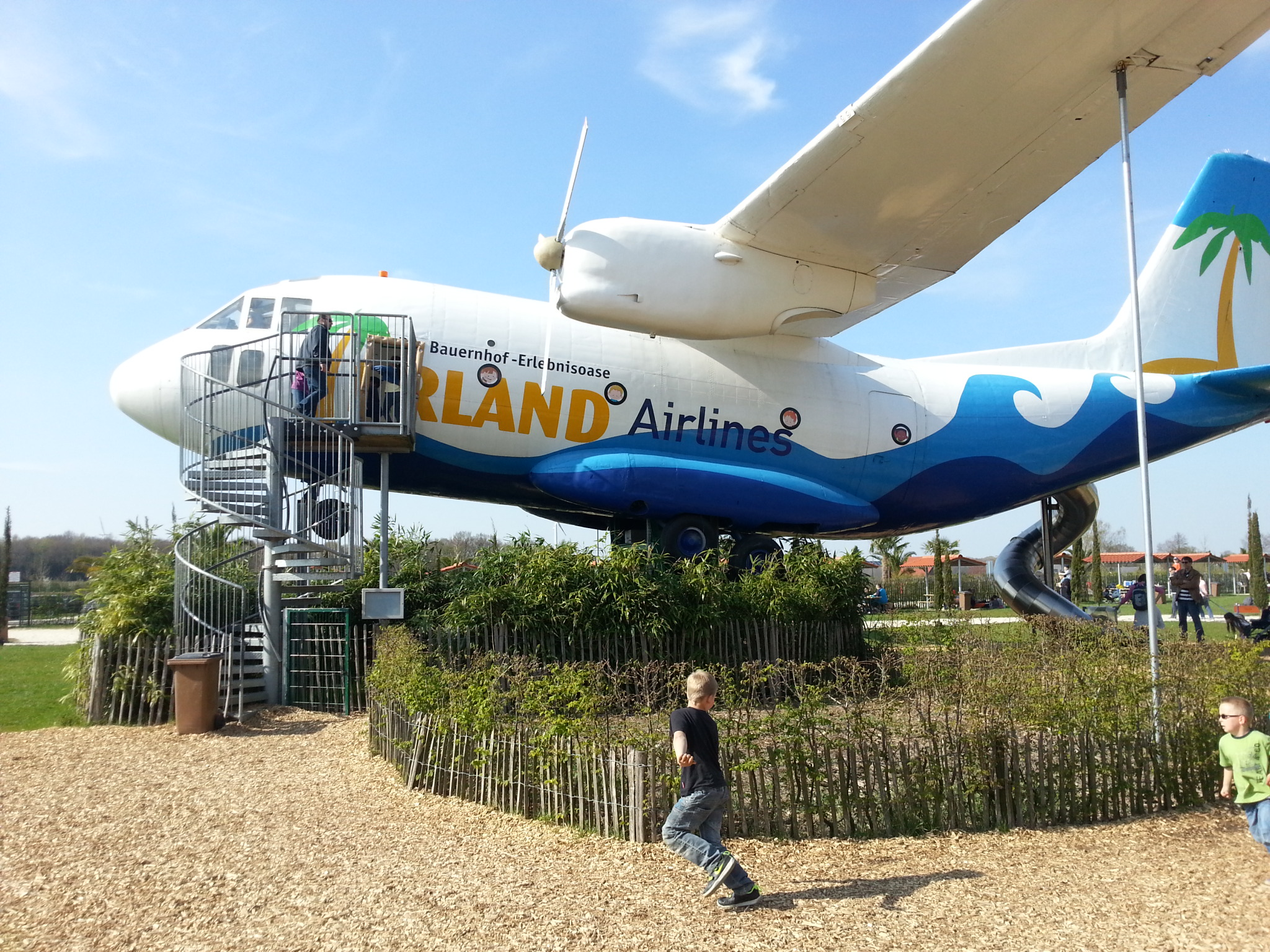
Vliegtuig ingericht als speeltoestel
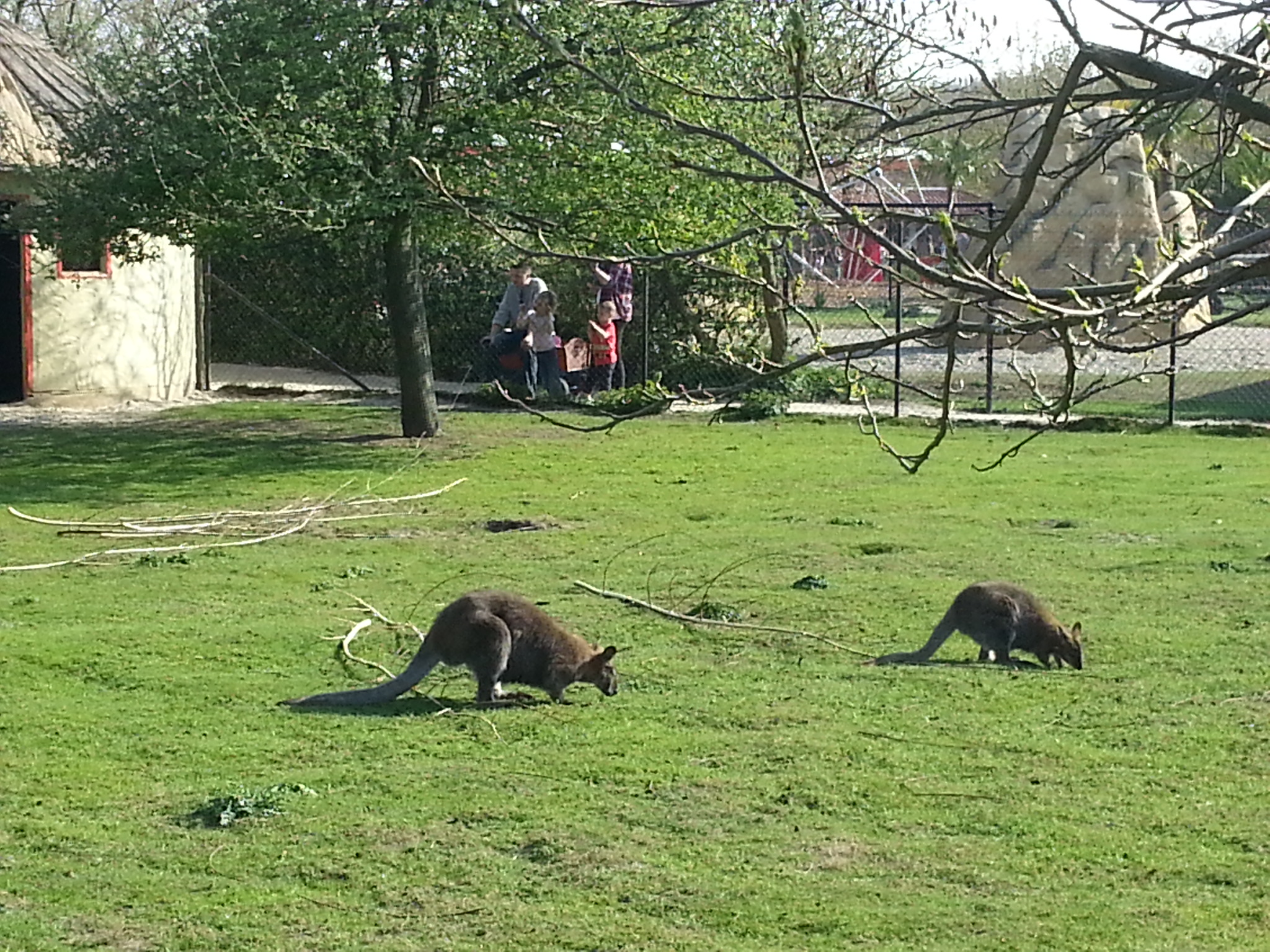
Wallaby's in het dierenparkgedeelte